# Botterens
Botterens és un municipi suís del cantó de Friburg, situat al districte de la Gruyère. Fou creat el 2006 amb la unió de Villarbeney i de Botterens.